# Кусакин, Алексей Фёдорович
Алексей Фёдорович Кусакин (17 марта 1908 — 6 сентября 1997) — советский архитектор, лауреат премии Совета министров СССР (1981). Почётный гражданин города Дзержинска (1996). Главный архитектор города Дзержинска (1940—1958), главный архитектор города Горький.

## Биография
Родился 17 марта 1908 года в селе Шадрино, ныне Вадского района Нижегородской области. В 14 лет Алексей Федорович вместе с семьёй переезжает в город Горький, где завершает обучение в средней школе и начинает свою трудовую деятельность на стройке жилых и общественных зданий.
В 1937 году успешно завершил обучение в Московском Архитектурном институте, трудоустроился старшим архитектором по гражданскому строительству в Магнитогорске. В 1940 году был направлен в Дзержинск и назначен на должность главного архитектора города. Он руководил архитектурно-проектной мастерской, которая позже была преобразована в «Дзержинскпроект».
За время своей работы в Дзержинске архитектор Кусакин сформировал единое целое современного города из разрозненных призаводских поселков. А. Ф. Кусакин — автор проектов застройки всех главных магистралей города Дзержинска (проспектов Ленина, Чкалова, Дзержинского), реконструкции площадей Маяковского и Дзержинского, а также проектов жилых зданий, торговых, зрелищных, административных сооружений, которые были обозначены как ведущие в создании городских ансамблей. На протяжении 18 лет Кусакин трудился в должности главного архитектора Дзержинска.
В 1958 году Алексея Фёдоровича назначают профессором кафедры архитектуры Горьковского строительного института, и одновременно главным архитектором областного центра города Горький.
Кусакин является автором генерального плана застройки Дзержинска и Горького.
В 1963 году был удостоен учёного звания — доцент архитектуры.
В конце 1960-х годов Алексей Фёдорович работал в различных проектных учреждениях города Горький.
Увлекался любительским творчеством. Некоторые его изобразительные произведения можно встретить на выставках в Нижегородских музеях.
В 1981 году был удостоен премии Совета Министров СССР, за разработку проекта генерального плана и строительства города Дзержинска Горьковской области. В 1996 году решением городских властей Дзержинска Кусакину Алексею Фёдоровичу было присвоено почётное звание «Почётный гражданин Дзержинска».
Проживал в Нижнем Новгороде, умер 6 сентября 1997 года, похоронен на Бугровском кладбище.

## Награды и звания
- Заслуженный архитектор РСФСР,
- лауреат премии Совета Министров СССР (1981).
- «Почётный гражданин города Дзержинск» (14.05.1996).

## Память
- На доме, где проживал архитектор Кусакин в городе Дзержинске, по проспекту Чкалова, 12/14, установлена мемориальная доска.